# آدلیا فیلد جانستون
آدلیا آنتوانت فیلد جانستون (۵ فوریهٔ ۱۸۳۷ – ۲۲ ژوئیهٔ ۱۹۱۰) مربی و مدیر کالج اهل ایالات متحده آمریکا بود. او نخستین عضو زن هیئت علمی در کالج اوبرلین بود که در آنجا به تدریس تاریخ مشغول بود و از سال ۱۸۷۰ تا ۱۹۰۰ رئیس زنان این کالج بود.

## اوایل زندگی
آدلیا آنتوانت فیلد در لافایت، اوهایو به دنیا آمد و پدرش لئونارد فیلد و مادرش مارگارت گریدلی فیلد بود. هنگامی که او ۱۳ ساله بود، به‌دلیل ابتلای معلم بالغ منصوب‌شده برای تدریس در مدرسه به بیماری سرخک، به‌مدت سه هفته در مدرسهٔ خود به تدریس پرداخت. او در مدرسه علمیه گیوجا و سپس کالج ابرلین به تحصیل ادامه داد و در سال ۱۸۵۶ از دورهٔ ادبی کالج ابرلین فارغ‌التحصیل شد. او در دههٔ ۱۸۶۰ و پس از درگذشت همسرش، مطالعات بیشتر خود را به زبان لاتین و آلمانی دنبال کرد و یک سفر مطالعاتی طولانی به آلمان نیز داشت. او بعداً مدرک کارشناسی ارشد افتخاری خود را از کالج هیلزدیل دریافت کرد و در سال ۱۹۰۶ مدرک دکترای حقوق افتخاری را از دانشگاه وسترن رزرو اخذ کرد.

## فعالیت حرفه‌ای
فیلد پیش از ازدواج در سال ۱۸۵۹ به تدریس در ماسی کریک، تنسی مشغول بود و پس از آن به‌همراه همسرش در اورول، اوهایو به تدریس مشغول شد. او مدیر مدارس اوهایو و رود آیلند نیز بود.
جانستون از سال ۱۸۷۰ تا ۱۹۰۰ به‌عنوان مدیر و رئیس دپارتمان زنان کالج ابرلین مشغول به کار بود، و در سال ۱۸۷۸، همزمان با آغاز به تدریس دوره‌های تاریخ، به نخستین عضو زن هیئت علمی این کالج تبدیل شد. او در سال ۱۸۹۰ به‌عنوان استاد تاریخ قرون وسطی منصوب شد.
جانستون همچنین در شهر ابرلین، اوهایو فعالیت داشت و به برگزاری نمایشگاه‌های هنری، حمایت از یک باشگاه تاریخ طبیعی و به‌عنوان یکی از بنیان‌گذاران انجمن بهبود دهکدهٔ ابرلین، به تمیز کردن مکان‌های ناخوشایند در شهر می‌پرداخت. او به نروژ، اسپانیا، مصر و الجزایر سفر کرد، و در مورد سفرهای خود سخنرانی‌هایی ارائه کرد، از جمله سخنرانی در مورد نروژ در نمایشگاه جهانی کلمبیا در شیکاگو در سال ۱۸۹۳. او رمانی به نام دو سوی یک سپر: داستانی از جنگ داخلی (۱۹۱۱) را نیز به نوشت.

## زندگی شخصی و میراث
آدلیا فیلد در سال ۱۸۵۹ با یکی از فارغ‌التحصیلان ابرلین به نام جیمز میکس جانستون ازدواج کرد که در سال ۱۸۶۲ درگذشت. آدلیا فیلد جانستون نیز در سال ۱۹۱۰ در سن ۷۳ سالگی در خانه‌اش در ابرلین درگذشت. هریت لوئیز کیلر زندگی‌نامهٔ جانستون را نوشت و در سال ۱۹۱۲ آن را منتشر کرد.
کالج ابرلین دارای یک کرسی استادی به نام جانستون، و یک کمک‌هزینهٔ تحصیلی برای فارغ‌التحصیلان ابرلین است.